# Dolly Vanden
 (septembre 2022).
Pour les articles homonymes, voir Vanden.
Dolly Vanden est une actrice, chanteuse et directrice musicale française. 
Spécialisée dans le doublage, elle est entre autres la voix du personnage de jeux vidéo éducatifs, Adibou, de Babouche le singe dans Dora l'exploratrice ou encore des Grumeaux (Alphonse et Sophie) dans Les Razmoket.

## Biographie
En 2014, Dolly Vanden suit une formation longue et devient pédagogue du chant dans les musiques actuelles à l'ATLA de Paris afin de se spécialiser en tant que coach vocal voix parlée et chantée. Elle coache également des comédiens adultes, enfants et adolescents pour les tournages de films et téléfilms (comme la série de France Télévisions ASKIP en 2021).
Dolly participe à des colloques sur le thème de la voix chez l'artiste. Elle est également professeur de théâtre en conservatoire et met en scène les adolescents de ses classes. En 2016, elle anime les ateliers professionnels voix parlée pour le FAR à Caen.
Depuis 2011, elle dirige en tant que directrice artistique des dessins animés musicaux ainsi que différents projets pluridisciplinaires (théâtre, musique, chant, danse et arts plastiques) dans le spectacle vivant.

### Théâtre
Au théâtre, Dolly Vanden a joué dans une comédie avec Grégori Baquet au théâtre Fontaine à Paris dans Marie, mise en scène par Marie-Claire Valène.
Elle apprend son métier sur scène à Montpellier au sein de la Compagnie du Mélo avec plus de 1000 représentations à son actif : Feu la mère de Madame de Georges Feydeau, Le Chien du jardinier (Lope de Vega), George Dandin ou le Mari confondu (Molière), Un monsieur banal (Le Mélo), Salade de nuit (Le Mélo), Du Caviar (Le Mélo)... Elle complète ensuite sa formation au Cours Florent, aux côtés d'Isabelle Nanty et Francis Huster.

## Filmographie
- 1995 : Les Filles du Lido de Jean Sagols (mini-série)
- 2005 : Le Souffleur de Guillaume Pixie

### Émission
- Les Guignols de l'info : personnages divers

## Doublage

### Cinéma

#### Films
- 2000 : Une carte du monde : Claire Goodwin (Kayla Perlmutter)
- 2003 : Sans frontière : Charlotte Jordan (Teri Polo) et Anna Beauford (Isabelle Horler)
- 2004 : Cutie Honey : Gold Claw (Hairi Katagiri)
- 2009 : The Goods: Live Hard, Sell Hard : Ivy Selleck (Jordana Spiro)
- 2009 : The Devil's Tomb : le sergent Sarah Haringtone dit "Doc" (Taryn Manning)
- 2010 : Unstoppable : Darcy Colson (Jessy Schram)
- 2011 : Black Swan : le maître de ballet
- 2011 : Big Mamma : De père en fils : Miss Mercier (Mari Morrow)

#### Films d'animation
- 1957[1] : La Reine des neiges : la princesse, la voleuse
- 1977 : Le Dernier Pétale[2] : la mère de Jenny, un petit garçon
- 1984 : La Marmite de Porridge[3] : un enfant, le jeune cuisinier
- 1989[4] : Kiki la petite sorcière : Osonno
- 1999[5] : Sakura, chasseuse de cartes, le film : Le Voyage à Hong Kong : Kerobero (forme peluche)
- 1999 : Les Razmoket, le film : Alphonse et Sophie « Les Grumeaux » De La Tranche
- 2000[6] : Sakura, chasseuse de cartes, le film : La Carte scellée : Kerobero (forme peluche)
- 2000 : Les Razmoket à Paris, le film : Alphonse et Sophie « Les Grumeaux » De La Tranche
- 2001 : Titanic, la légende continue : Maxie / Barbara
- 2003 : Les Razmoket rencontrent les Delajungle : Alphonse et Sophie « Les Grumeaux » De La Tranche
- 2007 : Le Vilain Petit Canard et moi : Daphnée / Émilie
- 2010 : HeartCatch Pretty Cure! Le film: Mission défilé à Paris : Hana / Cure Sunshine
- 2011 : Le Marchand de sable : Théo (voix chantée)
- 2016 : Vaiana : La Légende du bout du monde : voix additionnelles
- 2018 : Teen Titans Go! Le film : voix additionnelles

### Télévision

#### Séries télévisées
- 1995-2000 : La Fille de l'équipe : Julia Connor (Daniella Deutscher) (104 épisodes)
- 1997 : Notre belle famille : Barbie (Caroline Keenan) (saison 6, épisode 3)
- 1997 : Chair de poule : Roger (Benjamin Plener) (saison 1, épisodes 5 et 6)
- 1997-1998 : Jenny : Jenny McMillan (Jenny McCarthy) (20 épisodes)
- 2000-2001 : Xena, la guerrière : Livia/Eve (Adrienne Wilkinson) (10 épisodes)
- 2000-2002 : Ménage à trois : Alicia Sundergard (Maria Pitillo) (22 épisodes)
- 2003 : Stargate SG-1 : Dr Francine Michaels (Venus Terzo) (saison 6, épisode 4)
- 2003 : Nip/Tuck : Nanette Babcock (Lindsay Hollister) (saison 1, épisode 3)
- 2005-2007 : Ned ou Comment survivre aux études : Lisa Zemo (Rachel Sibner) (2e voix) / Evelyn Kwong (Michelle Kim) (14 épisodes) / Palmer Noid (Cameron Monaghan) (3 épisodes) / iTeacher (Mo Collins) (6 épisodes)
- 2005-2009 : New York, section criminelle : Faith Yancy (Geneva Carr) (6 épisodes)
- 2006 : Eleventh Hour : Alfie (Matthew Williams) (mini-série)
- 2006 : Nati ieri : Evelina ( ? )
- 2007 : Bateau de rêve : Mandy Bischof (Annette Frier) (saison 1, épisode 55)
- 2007-2008 : Génial Génie : Miss Cosmos (Erin Lister) (saison 2, épisode 3 et saison 3, épisode 9)
- 2008 : Les Mystères romains : Helen ( ? )
- 2008-2010 : The Border : le commandant Maggie Norton (Catherine Disher) (38 épisodes)
- 2009 : Supernatural : Candace Armstrong (Barbara Kottmeier) (saison 4, épisode 8)
- 2010-2016 : L'Aigle rouge : la marquise Lucrecia de Santillana (Miryam Gallego) (93 épisodes)
- 2013 : Boardwalk Empire : Eva, la prostituée ( ? )
- 2013 : 90210 Beverly Hills : Nouvelle Génération : Cynthia Bennett (René Ashton) (saison 4, épisode 20)
- 2019-2020 : High School Musical : La Comédie musicale, la série : Dana Salazar-Roberts (Michelle Noh) (4 épisodes)
- 2019-2020 : Team Kaylie : Chewy (Elie Samouhi) (20 épisodes)

#### Téléfilms
- 2007 : Une séductrice dans ma maison : Courtney Allison (Sonya Salomaa)
- 2009 : Le secret d'une sœur : Aiden Tyrell (Alex Cardillo)
- 2011 : Un soupçon de magie : Martha Tinsdale (Catherine Disher)
- 2015 : La Légende des crânes de cristal : ? ( ? )

#### Téléfilms d'animation
- 2010 : Dora l'exploratrice et l'Esprit de Noël : Babouche / Véra
- 2014 : One Piece : Épisode du Merry : Un compagnon pas comme les autres : Chimney
- 2013 : Pororo, mission sauvetage : Pororo

#### Séries d'animation
- 1992-2003 : Les Razmoket : Alphonse et Sophie « Les Grumeaux » De La Tranche
- 1992-1993 : L'École des champions : Roberto, Mario, Marcel
- 1993 : Le Monde de Beatrix Potter : le lapin bleu
- 1995-1998 : Gadget Boy : voix additionnelles
- 1996-1998 : Calimero et ses amis : Valériano
- 1997 : Les Trois Petites Sœurs : la fée sourire
- 1997-1999 : Les Nouvelles Aventures d'Oliver Twist : Roublard
- 1997 : Les Petites Crapules : Sébastien Zinzin, Marie-Lou Je-Sais-Tout, Amédée Trou-de-Nez, les mamans, M. Fabre, Thomas Sympa, Hugo Bobo, Armande La Grande, Clémence Malchance, Jean-Loup Casse Cou, la poupée Barbouille et interprète du générique
- 1998 : The Silver Brumby : Bébé cerf
- 1999-2000 : Anatole : Doucette
- 1999-2002 : Sakura, chasseuse de cartes : Kerobero (forme peluche)
- 2001 : Les Aventures de Kikool la goutte d'eau : Maman et voix d'enfants
- 2001-2019 : Dora l'exploratrice : Babouche, Véra, Tico, Diego, la mère de Dora
- 2002 : Les Bons Conseils de Célestin : Lucas et sa mère
- 2002-2012 : Arthur : voix additionnelles (saisons 7 à 15)
- 2004-2006 : Razbitume ! : Alphonse et Sophie « Les Grumeaux » De La Tranche
- 2004-2007 : Brandy et M. Moustache : la psy, voix d'enfants
- 2004-2007 : Le Petit Tracteur rouge : Julie et Victor
- 2005-2006 : Trollz : Valentin, Snarf
- 2006-2011 : Go Diego ! : Diego, Babouche
- 2008 : Wakfu : Sybannak et Shannon Stone
- 2008 : Le Petit Dinosaure : Petit-Cou (épisode 20)
- 2011 : Les Griffin : Meg Griffin (saison 9, épisode 18)
- 2013 : One Piece : Chimney
- 2013-2014 : Invizimals[7] :
- 2014-2016 : Calimero : Pot, la maman de Caliméro, Eudora l'excentrique, Mme Gigi et Nell
- 2014-2017 : Dora and Friends : Au cœur de la ville : Babouche / Marianna (épisode 12)
- 2021 : Link Click : voix additionnelles
- depuis 2021 : Les Razmoket : Alphonse et Sophie « Les Grumeaux » De La Tranche

### Jeux vidéo
- 1996-1999 : Adibou 2 : Adibou et voix additionnelles (extensions uniquement)
- 1996 : Pyjama Sam : Héros de la nuit : ?
- 1997 : Little Big Adventure 2 : Joe le lutin et voix additionnelles
- 1997 : Pouce Pouce : Voyage dans le temps : voix diverses
- 1998 : Les Razmoket : À la recherche de Reptar : Alphonse et Sophie
- 1998 : Les Défis des Razmoket : Alphonse et Sophie
- 2000 : Égypte II : La Prophétie d'Héliopolis : voix additionnelles
- 2000 : Odyssée : Sur les traces d'Ulysse : voix additionnelles
- 2000 : La Machine à voyager dans le temps : voix additionnelles
- 2001 : Secret Agent Barbie : Barbie
- 2001 : Adibou et l'Ombre verte : Adibou et voix additionnelles
- 2001 : Adibou 3 : Lecture-Calcul Maternelle GS & CP : Adibou
- 2001 : Barbie aventurière : Barbie
- 2001 : Barbie : Gymnastique : Barbie
- 2001-2002 : Adibou 3 (Éveil musical : L'Orgue fantastique, Initiation à l'Anglais : Le Royaume Hocus Pocus, Sciences et Nature : L'Île volante) : Adibou et voix additionnelles
- 2003 : Adibou et le Secret de Paziral : Adibou
- 2003 : Barbie Lac des Cygnes : La Forêt Enchantée : Barbie
- 2003 : Barbie Horse Adventures: The Ranch Mystery : Barbie
- 2004 : Adibou et les Voleurs d'énergie : Adibou
- 2004 : Spyro: A Hero's Tail : Ember, Amp, Aqua, Peggy, Freezia et Teena
- 2005 : Adibou : Je lis, je calcule 4-5 ans et 5-6 ans : Adibou
- 2005 : Dora l'exploratrice : Voyage sur la planète violette : Babouche
- 2006 : Dora l'exploratrice : Les Aventures de Sakado : Babouche et Sakado
- 2007 : Go Diego ! Mission Safari : Diego
- 2009 : Dora sauve la Princesse des neiges : Babouche
- 2023 : Diablo IV : voix additionnelles
- 2024 : Final Fantasy VII Rebirth : voix additionnelles

## Musique
En 2009, elle est sur la scène du Grand Rex avec Thomas Boissy et l'orchestre cinématographique de Paris pour chanter un medley de 60 publicités lors des concerts "Nuits des publivores". En 2010, ce sont les voix de Babouche et Diego dans le spectacle musical Dora et la cité des jouets perdus au Casino de Paris puis à l'Olympia en décembre 2011, spectacle, dans tous les Zénith de France. Elle est en tournée avec le Dolly Vanden Quartet (clavier, batterie, basse, voix) dans un récital Boris Vian. Elle est d'ailleurs avec cette formation, en concert d'ouverture de la nouvelle saison culturelle du Casino de Deauville en octobre 2011. En 2012 et 2013, Dolly Vanden est en tournée avec son nouveau programme : chansons de cinéma, programme entre jazz et chansons composées pour le cinéma par les cinéastes eux-mêmes.
Dolly Vanden est également coach vocal de la voix parlée comme de la voix chantée. Diplômée pédagogue du chant dans les musiques actuelles (2014 ATLA-Paris) et professeur de théâtre en conservatoire - CRD.
Artiste-pédagogue pluridisciplinaire, elle assure également la direction artistique de projets culturels ou audiovisuels (comédie, musique, danse et arts plastiques).

### Direction musicale
- 2007 : 3-2-1 Pingouins !
- 2008-2019 : Lucas la Cata
- 2013-2016 : Les Singestronautes